# Гуго Шефер
Гуго Шефер (нім. Hugo Schäfer; 16 листопада 1879, Райхенберг — 12 листопада 1945) — австрійський і німецький офіцер, генерал-лейтенант вермахту.

## Біографія
18 серпня 1899 року поступив на службу в австро-угорську армію. Учасник Першої світової війни. Після війни продовжив службу в австрійській армії. 31 січня 1931 року вийшов на пенсію.
Після аншлюсу переданий у розпорядження вермахту. В 1939 році призначений комендантом табору військовополонених XVII B в Гнайксендорфі біля Кремса. З червня 1940 року — комендант 668-ї вищої польової комендатури (з кінця місяця — 668-ма польова комендатура). З 13 серпня 1940 року — командувач військовополоненими у 21-му, з 4 вересня 1941 року — 17-му військовому окрузі. В квітні 1944 року захворів і 20 травня відправлений у резерв, 31 січня 1945 року — у відставку.
Після закінчення Другої світової війни повернувся у Відень. Він доповів про своє прибуття австрійській владі і радянському командування, що спочатку не мало наслідків, хоча Шефер не знав, що радянське командування розшукує його у зв'язку з його посадою командувача військовополоненими. Згодом на своїй квартирі Шафер був схоплений функціонером КПА, який здав його радянській владі. Шефера засудили до страти і розстріляли в невідомому місці. В 1956 році радянська влада оголосила офіційною причиною смерті крововилив у мозок.

## Нагороди
- Ювілейний хрест (1908)
- Орден Корони (Пруссія) 3-го класу
- Медаль «За військові заслуги» (Австро-Угорщина)
  - бронзова
  - бронзова з мечами
  - срібна з мечами
- Хрест «За військові заслуги» (Австро-Угорщина) 3-го класу з військовою відзнакою і мечами
- Орден Залізної Корони 3-го класу з військовою відзнакою і мечами (1915)
- Орден Леопольда (Австрія), лицарський хрест з військовою відзнакою і мечами
- Залізний хрест 2-го і 1-го класу
- Орден «За заслуги» (Баварія) 3-го класу з мечами
- Пам'ятна військова медаль (Австрія) з мечами
- Почесний хрест ветерана війни з мечами
- Медаль «За вислугу років у Вермахті» 4-го, 3-го, 2-го і 1-го класу (25 років)